# Friedrich Karl Schulte
Pour les articles homonymes, voir Schulte.
Friedrich Karl Schulte (né le 4 mai 1930 à Bergkamen, arrondissement d'Unna et mort le 24 octobre 2007) est un homme politique allemand du SPD.

## Formation et profession
Friedrich Karl Schulte effectue ensuite un apprentissage de menuisier qu'il termine en 1948 avec l'examen de compagnon. Il étudie à la Staatsbauschule Essen, spécialisée dans l'ingénierie des structures, où il devient ingénieur en 1952. À partir de 1954, il travaille comme architecte indépendant (BDA).

## Politique
Friedrich Karl Schulte est membre du SPD depuis 1961. Il est président de l'association municipale du SPD de 1967 à 1971 et à partir de 1966 membre du conseil local. De 1961 à 1964, il agit en tant que représentant des citoyens au conseil municipal de Bergkamen. Schulte est le représentant officiel et communautaire de l'administration Pelkum de 1964 à 1966. De 1966 à 1971, il est membre du conseil municipal de Bergkamen et également président du groupe parlementaire SPD. Il est membre de l'Union industrielle des mines et de l'énergie à partir de 1967.
Du 26 juillet 1970 au 28 mai 1980, Friedrich Karl Schulte est élu au suffrage direct  et devient député du 7e et 8e Landtag de Rhénanie-du-Nord-Westphalie pour la 115e circonscription Unna I.

## Honneurs
- 1980 : Croix du Mérite sur ruban de la République fédérale d'Allemagne